# Li Yi (football)
Dans ce nom chinois, le nom de famille, Li, précède le nom personnel.
Li Yi (en chinois : 李毅), né le 20 juin 1979 à Bengbu dans la Province d'Anhui, est un footballeur international chinois, reconverti ensuite entraîneur. Au cours de sa carrière de joueur, il évoluait au poste d'attaquant.

## Biographie

### En club
Li Yi réalise l'intégralité de sa carrière en Chine, principalement au Shenzhen Ruby et au Guizhou Renhe. Avec le club de Shenzhen, il remporte un titre de champion de Chine en 2004.
Son bilan en première division chinoise est de 225 matchs joués, pour 59 buts marqués. Il réalise sa meilleure performance lors de l'année 2003, où il inscrit 14 buts.

### En équipe nationale
Il reçoit 29 sélections et inscrit deux buts en équipe de Chine entre 2001 et 2006.
Il participe avec la sélection chinoise à la Coupe d'Asie des nations 2004 organisée dans son pays natal. La Chine atteint la finale de la compétition, en étant battue par le Japon.
Il dispute deux matchs comptant pour les tours préliminaires du mondial 2002 et cinq matchs comptant pour les éliminatoires de la Coupe du monde 2006.

### Carrière d'entraîneur
Il dirige les joueurs du Shenzhen Ruby en 2014 et 2015.

### Li Yi forum
Li Yi est également connu pour le Li Yi tieba, un forum sur le Baidu Tieba. Des fans satiriques ont créé ce forum pour se moquer du joueur en 2004. Depuis, ce forum est devenu une référence dans la société chinoise, avec 200 millions de participants et plus de 800 millions d'articles publiés.

## Palmarès
- Finaliste de la Coupe d'Asie des nations en 2004 avec l'équipe de Chine
- Champion de Chine en 2004 avec le Shenzhen Ruby